# Kokdombak (stacja kolejowa)
Kokdombak (kaz. Көкдомбақ, ros. Кокдомбак) – stacja kolejowa w miejscowości Kokdombak, w rejonie Aktogaj, w obwodzie karagandyjskim, w Kazachstanie. Położona jest na linii Mojynty – Aktogaj, na trasie Nowego Jedwabnego Szlaku.